# National Amateur Cup (Malta)
La National Amateur Cup è una competizione calcistica maltese, riservata alle squadre iscritte alla National Amateur League, il terzo ed ultimo livello della piramide calcistica maltese e ad alcune partecipanti alla seconda divisione del campionato di calcio di Gozo.
Alle squadre qualificatesi alle semifinali della competizione è riservato il diritto di accedere al turno preliminare della Coppa di Malta.

## Storia
L'istituzione del torneo risale al 2020, quando a seguito di una generale ristrutturazione del sistema calcistico maltese da parte della Malta Football Association, è stata decisa la nascita di una nuova competizione ad eliminazione diretta riservata alle squadre appartenenti alle categorie inferiori.
La prima edizione della manifestazione ha preso il via nell'ottobre 2020 e ha visto la partecipazione di Munxar Falcons e Żebbuġ Rovers in rappresentanza della Federazione calcistica di Gozo. Il torneo è stato ed è stato interrotto ed in seguito abbandonato anticipatamente il 9 aprile 2021 a causa dell'blocco delle attività sportive dichiarato dalle autorità sanitarie maltesi a seguito della pandemia di COVID-19 a Malta. L'edizione successiva del torneo, la prima effettivamente conclusasi, ha visto imporsi come primo vincitore lo Żabbar St. Patrick.

## Albo d'oro
| Stagione | Campione           | Risultato   | Finalista                  |
| -------- | ------------------ | ----------- | -------------------------- |
| 2020-21  | Non assegnato      | -           | Żurrieq Msida Saint-Joseph |
| 2021-22  | Żabbar St. Patrick | 6 - 2       | Marsaskala                 |
| 2022-23  | Żabbar St. Patrick | 2 - 0       | Mġarr                      |
| 2023-24  | Mġarr              | 3 - 2 (dts) | Kirkop United              |
| 2024-25  | Victoria Hotspurs  | 2 - 1       | Qrendi                     |

## Statistiche

### Vittorie per squadra
| Squadra            | Titoli | Anno             |
| ------------------ | ------ | ---------------- |
| Żabbar St. Patrick | 2      | 2021-22, 2022-23 |
| Mġarr              | 1      | 2023-24          |
| Victoria Hotspurs  | 1      | 2024-25          |